# Jake Lloyd
Jake Matthew Lloyd (Fort Collins, Colorado, 5 de marzo de 1989) es un actor estadounidense conocido fundamentalmente por su papel del niño Anakin Skywalker en Star Wars Episodio I: La Amenaza Fantasma. Actualmente está retirado de la actuación.

## Biografía
Hijo de Bill Lloyd, médico de urgencias, y Lisa Riley, una agente de espectáculos, tiene una hermana menor llamada Madison Lloyd. Asistió a la Universidad de Columbia en Chicago para estudiar audiovisuales y psicología, aunque abandonó tras un semestre.
En 1991, Lloyd fue al cine con sus padres a ver la película Terminator 2: el juicio final. Salió del cine fascinado y gritando repetidas veces la palabra "Schwarzenegger". Durante los siguientes dos años, Lloyd insistió a sus padres en que quería actuar, pero ellos se resistieron a permitírselo. Finalmente, acabaron cediendo y a los cinco años el joven Lloyd empezó a aparecer en anuncios televisivos para marcas como Pepsi o Jeep.

## Trayectoria como actor
En 1994, Lloyd rodó su primer papel cinematográfico para la película Volver a vivir, que no sería estrenada hasta dos años después. Por su parte, en 1995 tuvo sus primeras audiciones para hacer de Anakin Skywalker en el inminente episodio I de «Star Wars», pero en un principio fue considerado demasiado joven para el papel.
Durante 1996, Lloyd rodó cuatro episodios de la teleserie «ER» como personaje recurrente, Jimmy Sweet. También tuvo un papel recurrente durante varias temporadas de la serie «The Pretender», como la versión joven de Angelo en flashbacks durante cuatro episodios, más un quinto episodio en otro papel, a lo largo de varios años.
Más importante fue su primer gran éxito, en colaboración con su ídolo Arnold Schwarzenegger, «Un padre en apuros», en la que interpreta al hijo del protagonista, obsesionado con obtener en Navidad una figura de acción de un popular superhéroe de la televisión. Metraje de archivo de esta película fue reutilizado en la más reciente «Borat». Desde entonces rodó películas para televisión como «Apolo 11: La película» y «Obsesión virtual».
Finalmente, y después de haber sido rechazado años antes para el papel de Anakin Skywalker, Lloyd recibió una nueva llamada de la directora de casting, Robin Gurland, para hacer una segunda audición. En esta ocasión, según Gurland, Lloyd demostró tener "algo", y derrotó a cientos de otros aspirantes, entre ellos Justin Berfield, de la serie «Infelices para siempre». Así, Lloyd fue telefoneado y le preguntaron si querría ir a Inglaterra tres meses, donde rodaría el papel. También aceptó dar su voz al personaje de "Anakin niño" en los videojuegos que lo necesitasen, así como aparecer en documentales de "entre bastidores" y entrevistas para televisión.
Tras su papel en Star Wars, Lloyd rodó en 2001 la película «Die With Me», de Roberta C. Williams, que trata de un niño que descubre que tiene cáncer. También en 2001 protagonizó «Madison», junto con James Caviezel y su propia hermana, Madison Lloyd, en un papel menor. Este film, sobre la lucha de un hombre para vencer en unas regatas, no fue estrenado hasta 2005, cinco años después de terminar la producción.
Desde 2002, Lloyd llevó una vida relativamente normal en Carmel, Indiana. Fue expulsado de la Brebeuf High School y posteriormente pasó a asistir a la Carmel High School, donde se graduó en 2007. Mide 1,70 metros, y en 2014 trabajó en un centro comercial de la marca Pac Sun en Carmel. Además, es jugador de hockey en las ligas menores para el equipo Canucks de Jour. En una entrevista para la MTV en 2006, Lloyd declaró que le gustaría volver a hacer audiciones para actuar.

## TraumaStar Warsy posterior retirada de la actuación
Jake Lloyd se retiró de la actuación en el 2002. Después de una larga temporada, en 2012 explicó el motivo: sufría acoso por parte de sus compañeros de clase, específicamente se enfrentó a burlas e insultos por su interpretación de Anakin, y le provocaba mucho estrés atender las muchas obligaciones que requerían las promociones de las películas, tales como viajes, entrevistas (hasta 60 en un día), etc. Esas fueron, según Lloyd, las razones de su retiro de la actuación. También afirmó que durante los años de pesadilla en lo que sufrió acoso, en su desesperación destruyó todos sus recuerdos de Star Wars, y desde entonces se niega a ver incluso las películas porque le provocan recuerdos demasiado espeluznantes, según dijo él mismo. A pesar de su retiro como actor, continuó haciendo aparición en festivales de cómics y ciencia ficción.

## Vida personal
Actualmente vive en Indianápolis, Indiana. El 17 de junio de 2015 fue detenido tras una persecución a toda velocidad por parte de la policía por conducir de manera imprudente, sin carnet y resistirse a ser detenido por los agentes. Lisa, la madre del exactor, afirmó que Jake padece esquizofrenia y que el incidente al volante se debió a que no había tomado su medicación psiquiátrica. Añadió que su hijo la atacó en su casa el anterior 26 de marzo por el mismo motivo. En abril de 2016, fue internado en un hospital psiquiátrico, luego de haber pasado algunos meses en la cárcel y de que las evaluaciones médicas revelaron que Jake padece un caso de esquizofrenia y un trastorno de personalidad. Su madre confirmó que Lloyd fue trasladado a un establecimiento psiquiátrico, ya que más que un simple castigo, necesitaba ayuda profesional.

## Cine
- Madison (2001)
- Die with Me (2001) como Mikey Cooper
- Race to Space (2000) como Justin
- Star Wars: Episode I - The Phantom Menace (1999) como Anakin Skywalker
- Virtual Obsession (1998) (TV) como Jack
- Apolo 11: La película (1996) (TV) como Mark Armstrong
- Un Padre en Apuros/El Regalo Prometido (1996) como Jamie Langston
- Volver a vivir (1996) como Jake 'J. J.'

## Doblaje de videojuegos
- Star Wars: Galactic Battlegrounds (2001) como Anakin Skywalker
- Star Wars: Super Bombad Racing (2001) como Anakin Skywalker
- Star Wars: Episode I - Jedi Power Battles (2000) como Anakin Skywalker
- Star Wars: Episodio I. Racer (1999) como Anakin Skywalker
- Star Wars: Episode I - The Phantom Menace (1999) como Anakin Skywalker